# Shawn O'Sullivan
Pour les articles homonymes, voir O'Sullivan.
Shawn O'Sullivan est un boxeur canadien né le 9 mai 1962 à Toronto, Ontario.

## Carrière
Sa carrière de boxeur amateur est principalement marquée par une médaille d'argent remportée aux Jeux olympiques de Los Angeles en 1984 dans la catégorie des poids super-welters et une médaille d'or aux Jeux du Commonwealth de Brisbane en 1982. Passé professionnel après les Jeux olympiques, il échoue pour le titre de champion du Canada des poids welters en 1988. Son bilan est de 23 victoires et 5 défaites.

## Palmarès

### Jeux olympiques
- Médaille d'argent en -71 kg aux Jeux olympiques de 1984 à Los Angeles, États-Unis

### Jeux du Commonwealth
- Médaille d'or en -71 kg aux Jeux du Commonwealth de 1982 à Brisbane, Australie